# 納塔利內 (別里斯拉夫區)
47°27′59″N 33°16′14″E / 47.46639°N 33.27056°E
納塔利内（烏克蘭語：Наталине）是位於烏克蘭南部的村莊，由赫爾松州別里斯拉夫區的科丘貝伊夫卡市鎮負責管轄。該村面積6.72平方公里，海拔高度37米，2001年人口123，人口密度每平方公里18.3人。